# Berry Good
Berry Good (hangul: 베리굿) är en sydkoreansk tjejgrupp bildad år 2014 av Asia Bridge Entertainment.
Gruppen består av de sex medlemmarna Taeha, Johyun, Seoyul, Daye, Sehyung och Gowoon.

## Medlemmar

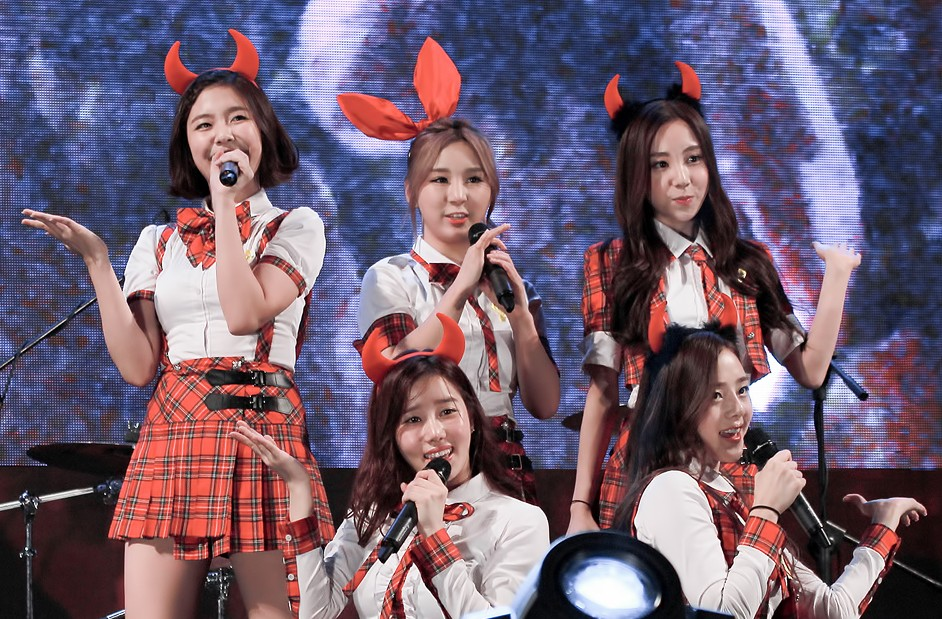
Berry Goods fem originalmedlemmar år 2014

| Artistnamn   | Artistnamn | Födelsenamn     | Födelsenamn | Födelsedatum     | Medlemstid |
| Romanisering | Hangul     | Romanisering    | Hangul      | Födelsedatum     | Medlemstid |
| Nuvarande    | Nuvarande  | Nuvarande       | Nuvarande   | Nuvarande        | Nuvarande  |
| ------------ | ---------- | --------------- | ----------- | ---------------- | ---------- |
| Taeha        | 태하       | Yoo Joo         | 유주        | 5 oktober 1995   | 2014-idag  |
| Johyun       | 조현       | Shin Ji-won     | 신지원      | 14 april 1996    | 2016-idag  |
| Seoyul       | 서율       | Seo Yu-ri       | 서유리      | 26 november 1997 | 2015-idag  |
| Daye         | 다예       | Kim Hyeon-jeong | 김현정      | 25 februari 1998 | 2015-idag  |
| Sehyung      | 세형       | Kang Se-hyung   | 강세형      | 13 december 1998 | 2015-idag  |
| Gowoon       | 고운       | Moon Yu-jeong   | 문유정      | 28 december 1998 | 2014-idag  |
| Tidigare     |            |                 |             |                  |            |
| Subin        | 수빈       | Kim Su-bin      | 김수빈      | 4 september 1994 | 2014-2015  |
| Iera         | 이라       | Jeong Yi-ra     | 정이라      | 10 april 1995    | 2014-2015  |
| Nayeon       | 나연       | Kim Na-yeon     | 김나연      | 15 maj 1996      | 2014-2015  |

## Diskografi

### Album
| Albuminformation                                | Topplacering          |
| Albuminformation                                | Sydkorea (Gaon Chart) |
| ----------------------------------------------- | --------------------- |
| Love Letter (Singelalbum) - Släppt: 22 maj 2014 | —                     |
| Very Berry (EP-skiva) - Släppt: 20 april 2016   | 23                    |
| Glory (EP-skiva) - Släppt: 1 november 2016      | 25                    |

### Singlar
| År   | Titel               | Topplacering          |
| År   | Titel               | Sydkorea (Gaon Chart) |
| ---- | ------------------- | --------------------- |
| 2014 | "Love Letter"       | —                     |
| 2015 | "Because of You"    | —                     |
| 2015 | "My First Love"     | —                     |
| 2016 | "Angel"             | —                     |
| 2016 | "Don't Believe"     | —                     |
| 2017 | "BibbidiBobbidiBoo" | —                     |